# アンツィラナナ州
アンチラナナ(ディエゴ・スアレス)は、マダガスカルの州。同国にある6つの州のうち最も北に位置する州である。州都はアンツィラナナ(ディエゴ・スアレス)である。

## 隣接州
南西にマジュンガ州、南東にトアマシナ州と接している。

## 地勢
- 面積　43,406km2
- 人口　1,188,425人(2001年)

## 地方行政区分
- 1. アンバンジャ
- 2. アンビローブ
- 3. アンダパ
- 4. アンタラハ
- 5. アンツィラナナ
- 6. アンツィラナナ市
- 7. ノシベ
- 8. サンバヴァ
- 9. イハラナ